# ليلى إسكندر (مغنية)
ليلى إسكندر (23 أغسطس 1984 -)، مغنية وممثلة لبنانية.

## عن حياتها
ولدت في لبنان من بلدة القبيات قضاء الشمال. والدها هو اللواء لويس يوسف اسكندر وأمها هي المحامية الشيخة سامية الشيخ جوزيف الخوري، أتمّت دراساتها العليا في مجال التسويق والإعلان في الجامعة اللبنانية، وحازت على شهادة في التمثيل والإخراج المسرحي، برزت أولى خطواتها الفنيّة في السادسة عشرة من العمر حيث نالت الميدالية الذهبية عن فئة الأغنية الطربية اللبنانية عن فئة «الطرب العربي» في برنامج «ستوديو الفن»، في عام 2004 شاركت في برنامج ستار أكاديمي في دورته الأولى في الشرق الأوسط. وفي العام التالي أدت دور البطولة كممثلة ومغنية في مسرحية «إنسان» للأمم المتحدة الأمريكية وشاركت الفنان الكويتي نبيل شعيل بدويتو «لبنان» في حرب تموز 2006
تم اختيار ليلى اسكندر من قبل منظمة الأمم المتحدة لدعم حملة توعية لفيروس نقص المناعة في عام 2006
في العام 2007 أطلقت اولى اغنياتها الخليجية موتني حب كلام والحان فهد الناصر توزيع ميشيل فاضل وفي عام 2008 شاركت في فعاليات مهرجان درج الثقافة في الجميزه ولعبت دور البطولة في مسرحية «أوديب» من إخراج جرار إفدسيان.. أطلقت في العام 2009 ثاني عمل مصور من إخراج ليال راجحه لأغنية ا«السالفة وما فيها» كلمات عبد الله الشامسي وألحان فايز السعيد التي خولتها لتحصد لقب «أفضل من غنّى خليجي» في ذلك العام باستفتاء لتلفزيون دبي. وفي عام 2010 أطلقت أغنيتها اللبنانية والله بحبو بمشاركة فرقة ميليشيا للراب وبعدها انتقلت إلى دبي لتصوير أول مسلسل خليجي بعنوان نجمة الخليج للكاتبه وداد الكواري ومن إخراج محمد دحام الشمري وفي نفس العام اطلقت ليلى اغنيتان سينجل الأولى مصورة بعنوان قادر على بعدي من إخراج ليال راجحة والثانية الحب من طرف واحد كلمات سمو الأمير سعود بن ممدوح آل سعود وألحان يوسف شهاب توزيع ميشيل فاضل.. وفي عام 2011 أطلقت ليلى الأغنية المصورة «الغبي» إخراج ليال راجحة وألحان فايز السعيد وبعدها شاركت في بطولة المسلسل اللبناني على العهد لمروان نجار وانتقلت بعدها إلى لوس أنجلوس للمشاركة في ورشة عمل مسرحي ضخم نالت من خلاله شهاده في المسرح. في العام 2012 لعبت دور بطولة في المسلسل السعودي لعبة المرأة رجل للكاتبة ساره العليوي وإخراج إياد الخزوز
و أطلقت في عام 2013 أغنيتها السنجل الجديدة إقعد مكانك «انثبر» ألحان فايز السعيد وصورتها على طريقة
الفيديو كليب في أول تعامل إخراجي مع ميساء مغربي ولكن هذا العمل لم يبصر النور حتى قامت الفنانة ليلى اسكندر بالاستعانة بالمخرج حالد نوفل لإخراجه وطرحه عبر اليوتيوب. ومع بداية عام 2014 قامت بطرح أغنية مقهورين مني بتعاون مع الفنان سليمان العليوي كـ شاعر وملحن أما التوزيع فأسندته إلى المايسترو حسام كامل وأيضا صورتها على طريقة الفديو كليب بالتعاون مع المخرجة ليال راجحة.

## الأغاني المنفردة
- يهون الصد
- إنسان
- موتي حب
- بحبو
- قادر على بعدي
- لبنان
- السالفة وما فيها
- الحب من طرف واحد
- غبي
- إقعد مكانك
- مقهوريـن مني
- ثلاثيات على العهد
- روق( اغنيه بالعاميه المصريه)

## في التلفزيون
- 2006: نجمة الخليج
- 2012: لعبة المرأة رجل
- 2015: سيلفي
- 2016: واي فاي 4
- 2018: حب بلا حدود
- 2018: بدون فلتر - ضيفة شرف
- 2019: اختراق

## وصلات خارجية
- ليلى إسكندر على موقع قاعدة بيانات الأفلام العربية